# 니콜라 파바리니
니콜라 파바리니(이탈리아어: Nicola Pavarini, 1974년 2월 24일 ~ )는 이탈리아의 옛 축구 선수로, 파르마에서 마지막으로 뛰었다.